# Igreja de Nossa Senhora de Fátima (Milho Branco)
A Igreja de Nossa Senhora de Fátima (Milho Branco) fica localizada na Freguesia de Nossa Senhora da Luz (Santiago) do Concelho de São Domingos em Cabo Verde.

## Localização
Situada na zona de Cabeça d'Horta em Milho Branco, a primeira pedra para sua construção foi lançada a 10 de Maio de 2009 pelo então Bispo de Cabo Verde Don Paulino Évora e foi inaugurada a 13 de Maio de 2012, pelo Bispo da Diocese de Santiago de Cabo Verde Don Arlindo Furtado por ocasião da comemoração da festa da santa padroeira. A cerimónia de inauguração contou com a ilustre presença do Primeiro Ministro de Cabo Verde, Dr. José Maria Neves.
A obra custou 40 mil contos cabo-verdianos, sendo 10 mil contos financiamentos pelo Governo de Cabo Verde.